# اویسوزلو پایین
اویسوزلو پایین (به لاتین: Aşağı Öysüzlü) یک منطقه مسکونی در جمهوری آذربایجان است که در شهرستان تووز واقع شده است. این روستا ۶۳۹۸ نفر جمعیت دارد.